# باسكوال بونفيغليو
باسكوال بونفيغليو (بالإسبانية: Pascual Bonfiglio)‏ (مواليد 15 مارس 1907) هو ملاكم أرجنتيني، مثّل بلاده في الألعاب الأولمبية الصيفية 1928.

## روابط خارجية
باسكوال بونفيغليو على موقع بوكس ريك (الإنجليزية) (registration required)
- باسكوال بونفيغليو على موقع أوليمبيديا (الإنجليزية)